# Шорт-трек на зимних Олимпийских играх 2022 — эстафета (женщины)
Соревнования по шорт-треку среди женщин в эстафете на 3000 метров на зимних Олимпийских играх 2022 прошли 9 и 13 февраля в Национальном конькобежном овале (Китай). В соревновании выступили 8 сборных. В заявке каждой страны находились 5 конькобежек, но в забеге могли принять участие только 4 из них. Квалификация на Игры осуществлялась по итогам четырёх этапов Кубка мира 2021/2022.
Новыми действующими олимпийскими чемпионками стали голландские конькобежки – Сюзанне Схюлтинг, Сельма Паутсма, Ксандра Велзебур и Яра ван Керкхоф. Они установили новый олимпийский рекорд в Финале А. Это был первый раз, когда европейская команда выиграла это соревнование. Южная Корея завоевала серебро, а Китай – бронзу.
Предыдыщим чемпионом на Олимпиаде 2018 стала Южная Корея, а Италия и Нидерланды заняли второе и третье места. Нидерланды стали чемпионами мира в 2021 году, Франция и Италия стали серебряными и бронзовыми призерами соответственно. Однако многие ведущие спортсмены не участвовали в чемпионате.

## Медалисты
| Золото                                                                              | Серебро                                                              | Бронза                                                                  |
| Нидерланды · Сюзанне Схюлтинг · Сельма Паутсма · Ксандра Велзебур · Яра ван Керкхоф | Республика Корея · Чхве Мин Джон · Ким А Ран · Ли Ю Бин · Со Хви Мин | Китай · Цюй Чуньюй · Хань Юйтун · Фань Кэсинь · Чжан Юйтин · Чжан Чутун |

## Расписание
Время местное (UTC+8)
| Дата       | Время | Раунд     |
| ---------- | ----- | --------- |
| 9 февраля  | 19:00 | Полуфинал |
| 13 февраля | 19:00 | Финал     |

## Рекорды
До начала зимних Олимпийских игр 2022 года мировой и олимпийский рекорды были следующими:
| Мировой рекорд     | Нидерланды Сюзанне Схюлтинг Яра ван Керкхоф Лара ван Рёйвен Йорин тер Морс         | 6:31,971 | Пхёнчхан | 20 февраля 2018 |
| Олимпийский рекорд | Нидерланды · Сюзанне Схюлтинг · Яра ван Керкхоф · Лара ван Рёйвен · Йорин тер Морс | 6:31,971 | Пхёнчхан | 20 февраля 2018 |

## Результаты

### Полуфинал
В полуфинале участвуют 8 сборных, разделённые на 2 забега по 4 страны в каждом. В финал A выходят по 2 лучших сборных из каждого забега, остальные отправляются в финал B.

#### Забег 1
| Место | Спортсмены                                                               | Страна     | Время    | Примечание |
| ----- | ------------------------------------------------------------------------ | ---------- | -------- | ---------- |
| 1     | Сюзанне Схюлтинг Сельма Паутсма Ксандра Велзебур Яра ван Керкхоф         | Нидерланды | 4:04.133 | QA         |
| 2     | Хань Юйтун Цюй Чуньюй Фань Кэсинь Чжан Юйтин                             | Китай      | 4:04.383 | QA         |
| 3     | Никола Мазур Наталия Малишевская Камила Стормовская Патриция Малишевская | Польша     | 4:10.074 | QB         |
| 4     | Арианна Фонтана Синтия Машитто Мартина Вальчепина Арианна Вальчепина     | Италия     | 4:17.438 | QB         |

#### Забег 2
| Место | Спортсмены                                                             | Страна           | Время    | Примечание |
| ----- | ---------------------------------------------------------------------- | ---------------- | -------- | ---------- |
| 1     | Кортни Саро Флоренс Брюнелль Ким Бутен Элисон Чарльз                   | Канада           | 4:05.893 | QA         |
| 2     | Со Хви Мин Чхве Мин Джон Ким А Ран Ли Ю Бин                            | Республика Корея | 4:05.904 | QA         |
| 3     | Софья Просвирнова Екатерина Ефременкова Елена Серёгина Анна Вострикова | ОКР              | 4:06.064 | QB         |
| 4     | Кристен Сантос Коринн Стоддард Мааме Бини Джули Летай                  | США              | 4:06.098 | QB         |

### Финал

#### Финал B
| Место | Спортсмены                                                               | Страна | Время    | Примечание |
| ----- | ------------------------------------------------------------------------ | ------ | -------- | ---------- |
| 1     | Арианна Фонтана Мартина Вальчепина Арианна Сигель Арианна Вальчепина     | Италия | 4:09.688 |            |
| 2     | Никола Мазур Наталия Малишевская Камила Стормовская Патриция Малишевская | Польша | 4:10.210 |            |
| 3     | Софья Просвирнова Екатерина Ефременкова Елена Серёгина Анна Вострикова   | ОКР    |          | PEN        |
| 4     | Кристен Сантос Коринн Стоддард Мааме Бини Джули Летай                    | США    |          | PEN        |

#### Финал A
| Место | Спортсмены                                                       | Страна           | Время    | Примечание |
| ----- | ---------------------------------------------------------------- | ---------------- | -------- | ---------- |
| 1     | Сюзанне Схюлтинг Сельма Паутсма Ксандра Велзебур Яра ван Керкхоф | Нидерланды       | 4:03.409 | OR         |
| 2     | Со Хви Мин Чхве Мин Джон Ким А Ран Ли Ю Бин                      | Республика Корея | 4:03.627 |            |
| 3     | Цюй Чуньюй Чжан Чутун Фань Кэсинь Чжан Юйтин                     | Китай            | 4:03.863 |            |
| 4     | Кортни Саро Флоренс Брюнелль Ким Бутен Элисон Чарльз             | Канада           | 4:04.329 |            |